# 里斯本丸沉没
《里斯本丸沉没》是一部由方励，联合范铭、托尼·班纳姆、林阿根、丹尼斯·莫利（Dennis Morley）和威廉·班尼菲尔德（William Bannifield）导演的一部关于第二次世界大战期间被击沉的日本客货轮里斯本丸的纪录片。该片于2023年8月15日首映于伦敦电影节并于2024年9月6日在中国大陆上映。中国大陆票房为4738万元人民币。本片代表中国角逐第97届奥斯卡最佳国际影片奖，但因非英语对白少于50%所以被学院取消评选资格。后来改为角逐奥斯卡最佳纪录片，最终没有获得提名。

## 荣誉
- 第37届中国电影金鸡奖最佳纪录／科教片